# Loterio Rusca
Loterio Rusca (Como, 1225 circa – Como, 1291) è stato un politico italiano.